# 적위대 (핀란드)
적위대(핀란드어: Punakaarti 푸나카아르티[*], 스웨덴어: Röda gardet 로다 가르데트[*])는 핀란드 내전 당시 핀란드 사회주의 노동자 공화국의 육군 병력이다. 내전 시작 당시 병력은 30,000 여명이었으며 절정기에는 90,000-120,000 여명에 달했다.
적위대의 참모본부는 헬싱키에 위치해 있었다. 그 외에 적위대가 장악한 주요 도시로는 탐페레, 투르쿠, 포리, 비푸리가 있다.
1918년 4월 12일 백위대가 헬싱키를 함락시켰고, 내전에서 패배한 이후 적위대원 수천 명이 체포되어 수백 명이 처형되었고 나머지는 포로수용소로 보내졌다. 일부 잔당들은 소련 붉은 군대에 합류해 국민주의 세력에 항거했다(헤이모소다트). 1920년대만 해도 핀란드 예비장교학교보다 소련 국제 붉은 장교학교에 핀란드인 학생이 더 많았다.
최후의 적위대원 아르네 아르보넨은 2009년 1월 죽었고, 당시 핀란드에서 가장 장수한 사람이었다.

## 제1차 적위대 (1905년 혁명)

### 결성
적위대는 1905년 11월 총파업 중에 탄생했다. 이때 핀란드 사회민주당은 노동운동 및 핀란드의 러시아화 정책에 반대하는 정치운동으로서 파업을 일으켰다. 파업은 불과 1주일 지속되었지만 그 마지막 단계에서 시국에 대한 입장이 크게 두 파벌로 갈라지게 되었다. 한편, 경찰 등 법집행기관에서 만든 "국민위병(national guard)" 역시 파업에 동참했는데, 이 국민위병 역시 두개로 갈라졌다. 이때 친노동적 입장을 가진 국민위병들이 노동군단, 곧 적위대가 되었고, 친부르주아적 입장을 가진 쪽은 시민위병, 곧 백위대가 되었다. 이후 여러 소소한 사건들이, 특히 수도 헬싱키에서 많이 이어졌지만 폭력적 충돌은 삼가는 분위기였다. 파업이 끝난 뒤에도 적위대와 백위대는 사라지지 않고 남았다. 1906년 적위대원 수는 약 2만 5천 명 정도였다.

### 하카니에미 폭동

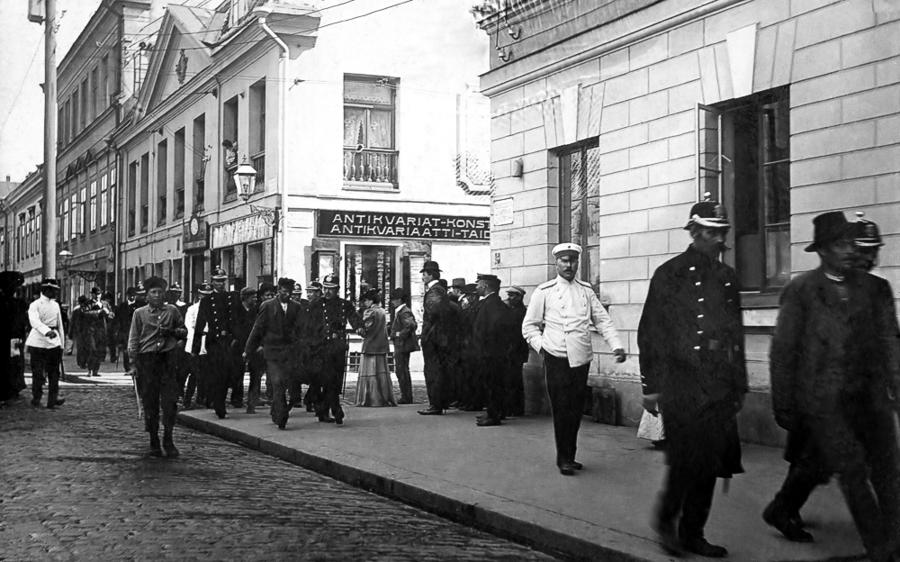
1906년 스베아보리 반란 이후 체포되는 적위대원들.

양측 사이에 마침내 폭력이 발생한 것은 1906년 8월 2일 스베아보리 반란 때였다. 헬싱키 스베아보리 요새(핀란드어 이름 수오멘린나)에 주둔하고 있던 볼셰비키 성향의 러시아군 병사들이 반란을 일으켰다. 이에 요한 코크가 이끄는 적위대는 헬싱키 본토에서 사보타주를 일으키며 병사들의 반란에 동참했다. 반란의 최후 단계에 이르면 코크는 사회민주당의 허락도 없이(당시 핀란드에는 노총이 없어 사민당이 노동운동 중앙기구 역할을 했다. 핀란드 노동조합연맹은 1907년 설립되었다) 자기 독단으로 총파업을 선언했다. 이에 헬싱키의 노동자 수천 명이 파업에 가담했다. 부르주아들은 당연히 파업에 반대하며 노동자 거주지구인 하카니에미로 백위대를 보내 헬싱키 노면전차 신호를 장악하게 했다. 하카니에미 광장에서 백위대원들은 분노한 주민들에게 둘러싸였고, 주민들은 백위대에게 돌을 던졌다. 사태는 백위대와 러시아군 반란 병사 1개 분대의 지원을 받은 적위대 사이의 총격전으로 격화되었다. 폭동은 러시아 카자크 기병대가 개입하면서 겨우 진정되었고, 이 과정에서 적위대원 2명과 백위대원 7명이 죽었다. 200명이 체포되었으나 적위대 소대장 한 명만 유죄를 선고받고 나머지는 증거불충분으로 풀려났다. 사망한 적위대원들의 장례식은 그 자체로 부르주아들의 폭력을 규탄하는 시위장이 되었다. 그러자 백위대도 커다란 장례식을 열어 적위대의 폭력을 규탄했다. 스베아보리 반란이 진압되면서 러시아군 반란 병사 900명과 적위대원 100여명이 체포되었다. 그 중 유죄를 선고받은 적위대원은 77명이다.

### 해산
하카니에미 폭동의 결과 핀란드 원로원은 적백 자위대를 모두 금지시켰다. 사회민주당은 8월 오울루에서 열린 제5차 당대회에서 적위대를 해산하기로 결정했었다. 일부 대의원들은 이 결정에 반대했고, 적위대를 계속하기 위한 지하조직이 만들어졌다. 이 지하조직은 곧 당 지도부에게 발각되었으나 1907년 핀란드 의회 선거 때까지 계속 활동했다. 주된 임무는 러시아에서 일어날 지 모르는 혁명에 준비하는 것이었다.

## 제2차 적위대 (1917년 혁명-1918년 내전)

### 2월 혁명

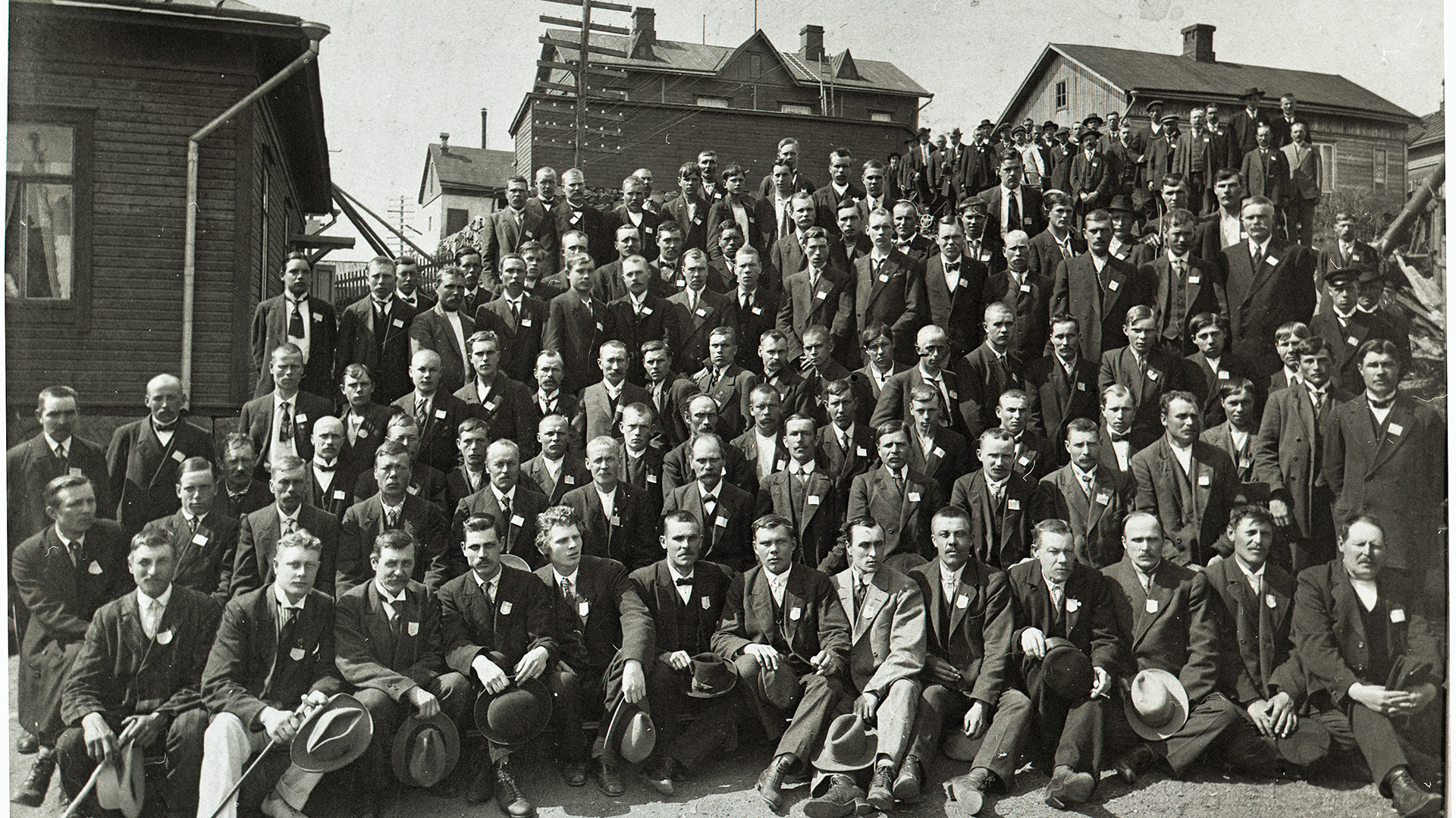
1917년 5월 총파업 당시 투르쿠 교외 마리아의 노동자 민병대.

1917년 러시아 제2혁명이 일어나자 핀란드 대공국도 혼란에 휩싸였고, 그 결과 적위대가 재결성되었다. 2월 혁명 이후 러시아 경찰은 핀란드에서 통제력을 잃었고, 법집행 능력은 러시아군으로 넘어갔다가 이후 각 지역의 노동자 조직으로 넘어갔다. 이때 만들어진 비무장 부대들은 일시적이었으며 딱히 혁명적 목적을 지닌 것도 아니었다. 그러다 3월 말 17개 대도시에서 새로운 "인민민병대"가 만들어졌다. 우익들은 이런 상황을 받아들일 수 없었고 원로원은 분쟁 해결을 위한 위원회를 만들었다. 7월 18일, 사회민주당이 다수를 차지한 의회에서 소위 "권력법"이 통과되었다. 이 권력법에 따라 핀란드의 입법권력은 페테르부르크에서 헬싱키로, 원로원에서 의회로 이양되었다. 1916년 핀란드 의회 선거에서 과반수를 확보한 사회민주당은 이 법을 더하여 완전히 사회민주당만으로 이루어진 내각을 구성할 수 있게 되었다. 그러나 러시아 공화국의 임시정부는 이 법의 통과를 거부했고, 핀란드의 부르주아 정당들과 공조하여 핀란드 의회를 해산시켰다. 1917년 10월 선거에서 사회민주당은 92석으로 최대 다수당 지위는 유지했지만 과반수는 상실했다. 원로원은 인민민병대를 해산시키고 우익들로 구성된 경찰력을 신설했으며 노동운동측은 경찰에 합류가 허락되지 않았다.

### 노위대
1917년 여름, 식량 부족으로 인해 농업노동자들의 파업이 빈발했다. 7월 13일에는 핀란드 서부의 후이티넨에서 파업 중인 농장노동자들과 농장주들 사이에 폭력 충돌이 발생했다. 이 사건이 1918년 1월 시작된 내전의 전조라고 해석하기도 한다. 후이티넨 폭동 이후 사타쿤타의 우익 농장주들은 "시민위병", 즉 백위대를 다시 만들기 시작했고 다른 지역에서도 백위대들이 만들어졌다. 노동운동계는 "노위대"를 만드는 것으로 대응했다. 10월 초가 되면 17개 도시 지자체와 20개 농촌 지자체에서 노위대가 만들어졌는데, 대부분 공업화 지역인 투르쿠 포리 주, 우시마 주, 비푸리 주의 지자체들이었다. 이들 노위대의 병력은 7천-8천 명이었다. 10월 20일, 핀란드 노동조합연맹은 사회민주당과 각 지역 노동조합들에게 전국 곳곳에 노위대를 결성할 것을 촉구했다. 이후 3주에 걸쳐 노위대의 개수는 237개로 늘어났고 병력은 3만 명을 넘어섰다. 노위대의 규칙들이 사민당 당보를 통해 발표되었다. 노위대 편제는 전형적인 군사 편제와 비슷했지만 지휘관이 없고 5인으로 구성된 위원회가 지휘관을 대신했다. 이제 핀란드는 부유한 농민들과 자본가들을 포함한 중산층 및 상류층과 노동자, 빈궁한 소농, 토지 무소유자들을 포함한 하류층으로 두쪽이 났다. 백위대와 노위대 사이의 최초의 폭력사태는 1917년 11월의 총파업 때 발생했다. 그 뒤로도 노동자들은 계속 노위대에 가입했고, 파업이 종료된 11월 20일이 되면 노위대원 수는 4만-5만 명 정도가 되었다. 러시아 제국 육군에서 중위로 복무한 언론인 알리 알토넨이 노위대의 첫 총사령으로 선출되었다.

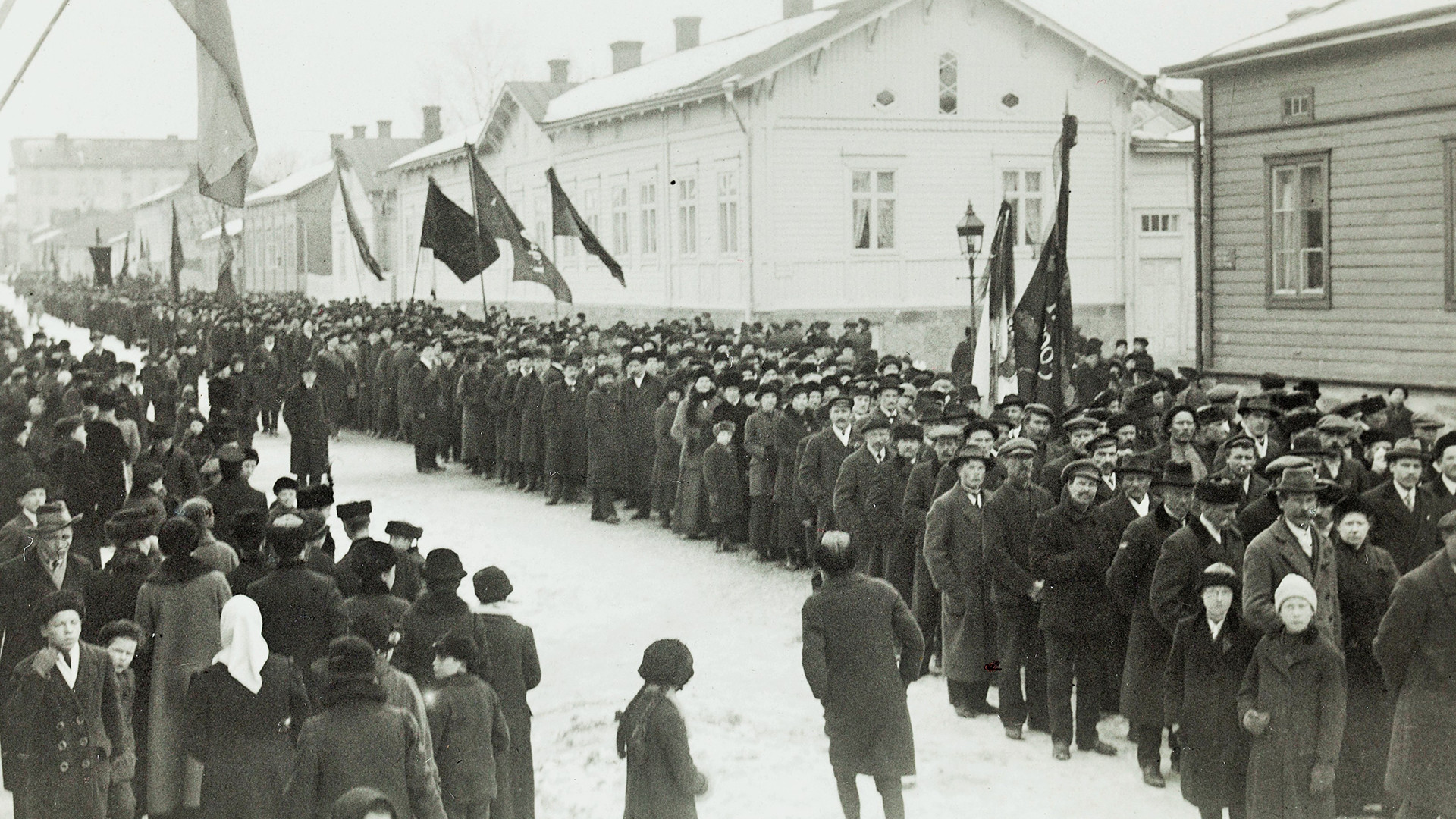
1917년 3월 투르쿠에서 벌어진 시위.

1917년 총파업은 노위대가 전국적 조직으로 동원된 첫 사례였다. 많은 곳에서 파업을 실제로 지도한 것은 파업위원회가 아닌 노위대였다. 노위대들은 각자 행동하면서 부유층들의 집에서 식량과 무기를 털었다. 우익 백위대는 아직 다소 약했기에 대개 노위대들은 별다른 저항 없이 일처리를 할 수 있었다. 그러나 백위대가 무장을 갖춘 지역들에서는 폭력적 충돌이 발생했으며, 이는 곧 다가올 내전의 초기 형태이기도 했다. 노위대가 가장 강력했던 곳은 헬싱키로, 러시아군의 무기로 무장했기 때문이다. 헬싱키 노위대원 수백 명이 신분원 건물에 들이당쳐 원로원의 업무를 방해했다. 사민당 지도부는 군사력은 당의 지도에 따라 행해져야 한다며 이런 행동을 강하게 비난했다. 총파업이 끝난 직후인 1917년 12월 16-18일 헬싱키 노동자회관에서 노위대의 첫 대회가 열렸다. 이 대회에서 새로운 규칙들이 채택되었고, 노위대는 사민당과 노동조합연맹의 무조건적 권위 하에 놓이게 되었다.

### 내전으로 치닫는 길

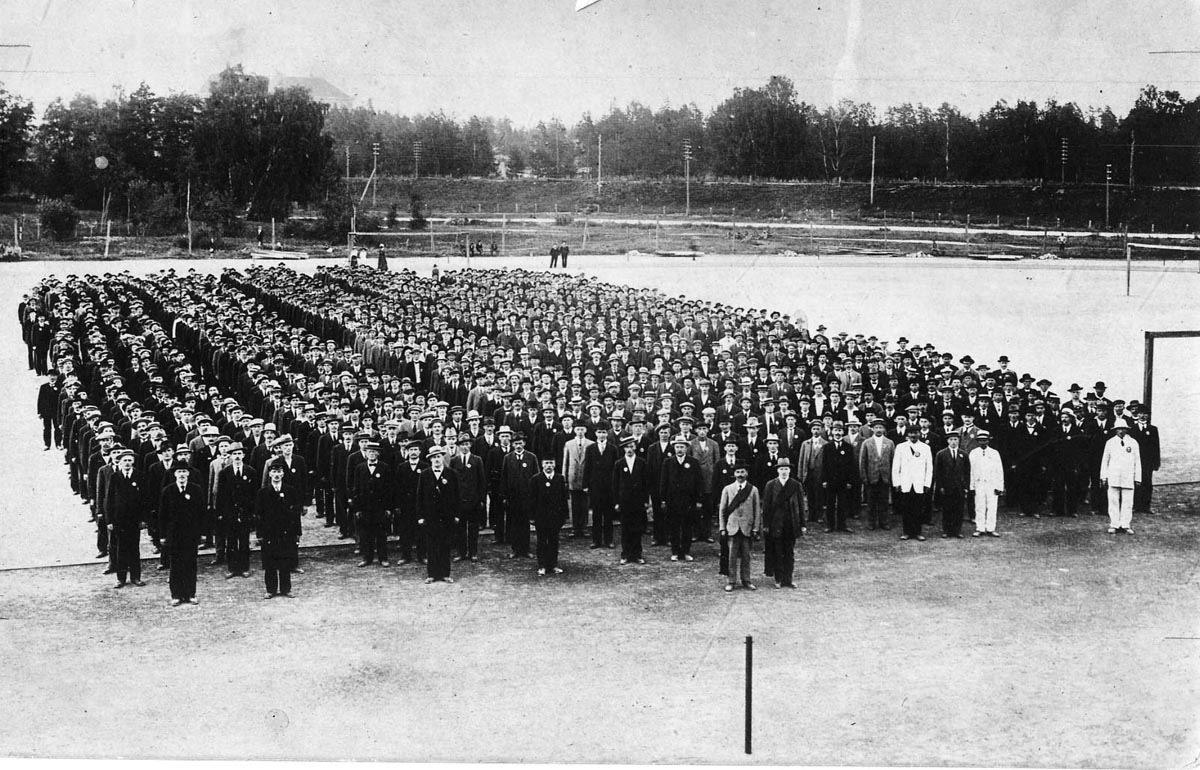
1917년 가을 헬싱키 노위대.

핀란드는 1917년 12월 6일, 러시아 공화국이 러시아 제3혁명으로 무너진 뒤 세워진 소비에트 러시아로부터 독립을 얻어냈다. 하지만 곳곳에서 불화와 불만이 여전히 자라고 있었다. 전국에 걸쳐 파업 노동자들과 노위대들이 백위대와 우익 부르주아들과 충돌을 계속했다. 비푸리와 탐페레에서는 실업자 시위대가 공회당을 이틀 동안 포위했고 노위대가 시의회를 장악했다. 투르쿠에서는 노위대가 공회당을 장악하고 경찰서장을 붙잡았다. 몇몇 곳에서는 역으로 백위대가 노동운동가들을 공격했다. 1918년 1월 6일, 헬싱키 노위대는 사민당으로부터의 독립을 선언하고 스스로를 헬싱키 적위대라고 재명명했다. 3일 뒤, 헬싱키 적위대는 핀란드 총독 관저를 점거하고 상트페테르부르크의 볼셰비키 본부처럼 스몰나라고 불렀다. 헬싱키 적위대는 같은 날 병력 200명을 시포로 보내 시포 지역 백위대가 숨겨놓은 총을 수색했다. 이 행동은 총격전으로 발전했고 적위대원 두 명이 죽었다.
1918년 초, 노위대들은 여전히 총기 보유수가 매우 적었다. 예컨대 가장 큰 노위대였던 헬싱키 노위대는 군용 소총을 고작 20-30정 보유하고 있었다. 1월 초 적위대 총사령 알리 알토넨이 상트페테르부르크로 가서 볼셰비키들로부터 무기를 얻어왔다. 1월 13일, 알토넨은 참모부에게 2주 안에 소총 1만 정과 대포 10문이 핀란드로 도착할 것이라고 고지했다. 한편 같은 시각 백위대 역시 독일 제국으로부터 소총 6만 정을 들여올 준비를 하고 있었다. 이 시점에 가장 큰 노위대들은 대부분 핀란드 노동운동을 무장혁명으로 밀어붙이고자 하는 과격파들이 장악했다. 노위대들은 사민당이나 노총의 통제를 벗어났다. 사민당 지도부는 노동운동의 연합대오를 유지하기 위해 혁명적인 노위대들과 협상을 해야 했다. 사민당 지도부의 배이뇌 탄네르, 타비 타이니오, 에베르트 후투넨 등은 온건파였으며 무장혁명과 노위대의 행동들에 반대했다.
1월 19일-23일, 핀란드 동부의 비푸리와 루매키, 서부의 킥카에서 노위대들과 백위대들 사이에 폭력 충돌이 일어났다. 핀란드 제2의 대도시인 비푸리에서는 백위대가 도시를 장악하려 했으나 오히려 쫓겨났다. 루매키에서도 심각한 상황이 벌어졌는데, 백위대가 타베티 열차역에서 소총 200정을 탈취했고 이틀 뒤 노위대가 총을 되찾으려고 백위대를 공격했다. 마침내 1월 25일 원로원은 백위대가 정부군이라고 선언했다. 사회민주당과 노동운동계는 이것을 노동계급에 대한 선전포고라고 해석했다. 그 결과 각지의 노위대들과 헬싱키 적위대가 합쳐져 "핀란드 적위대(Suomen Punainen Kaarti 수오멘 푸나이넨 카르티[*])"라는 준군사조직을 형성했고 1월 26일 저녁 헬싱키 노동자회관 첨탑에 붉은 제등을 게양하는 것으로 혁명의 개시가 선포되었다. 다음날 아침 노총 집행위원회에서 동원령이 내려졌지만, 각지의 적위대들과 백위대들은 이미 무력충돌에 돌입했다.

## 같이 보기
- 여성적위대
- 핀란드 사회주의 노동자 공화국
- 적위대 행진곡